# Arachniodes
Arachniodes là một chi dương xỉ thuộc họ Dryopteridaceae.
Bao gồm các loài:
- Arachniodes acuminata
- Arachniodes damiaoshanensis
- Arachniodes simplicior
- Arachniodes squamulosa R.C.Moran & B.Øllg.

## Hình ảnh

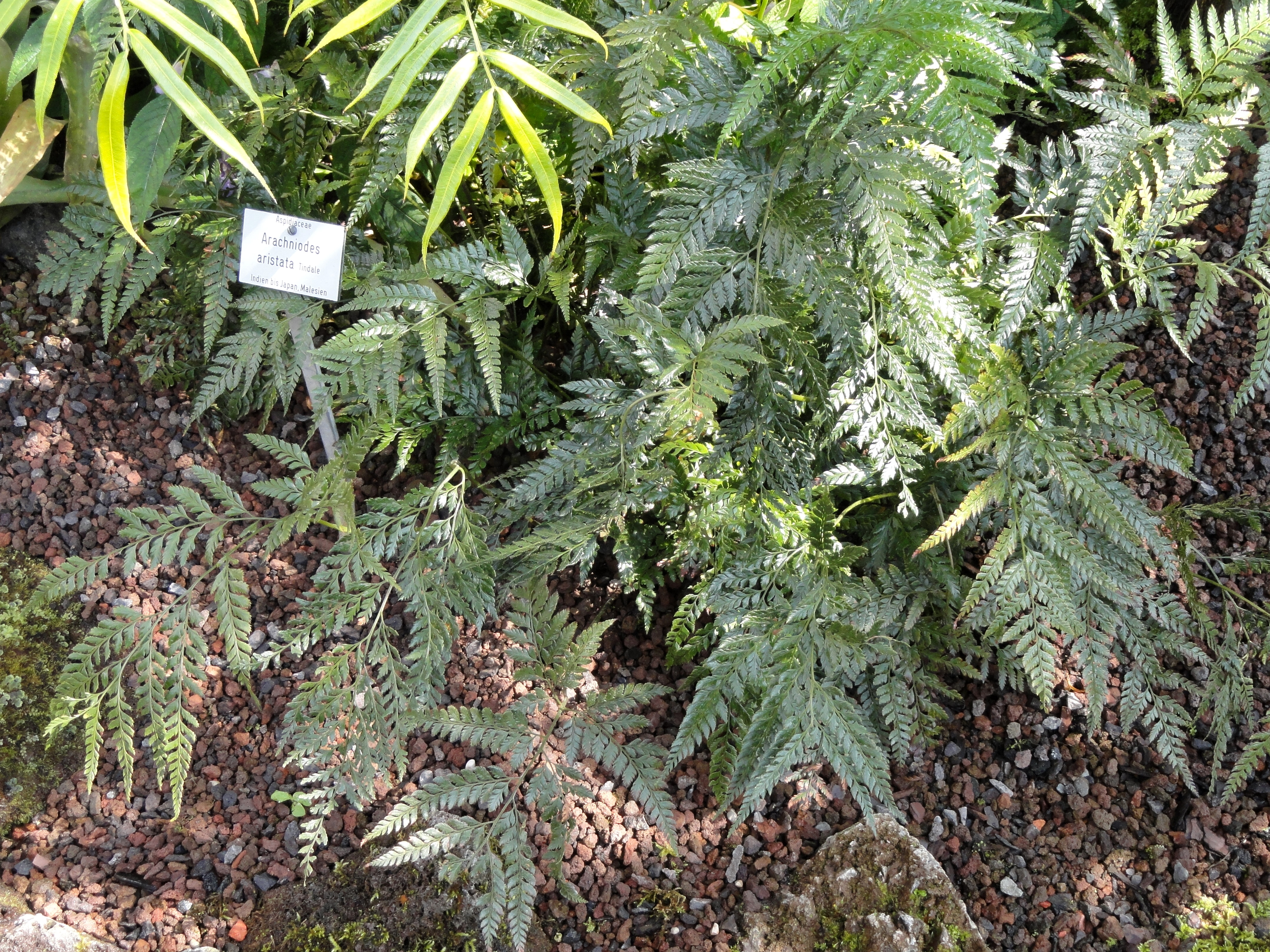
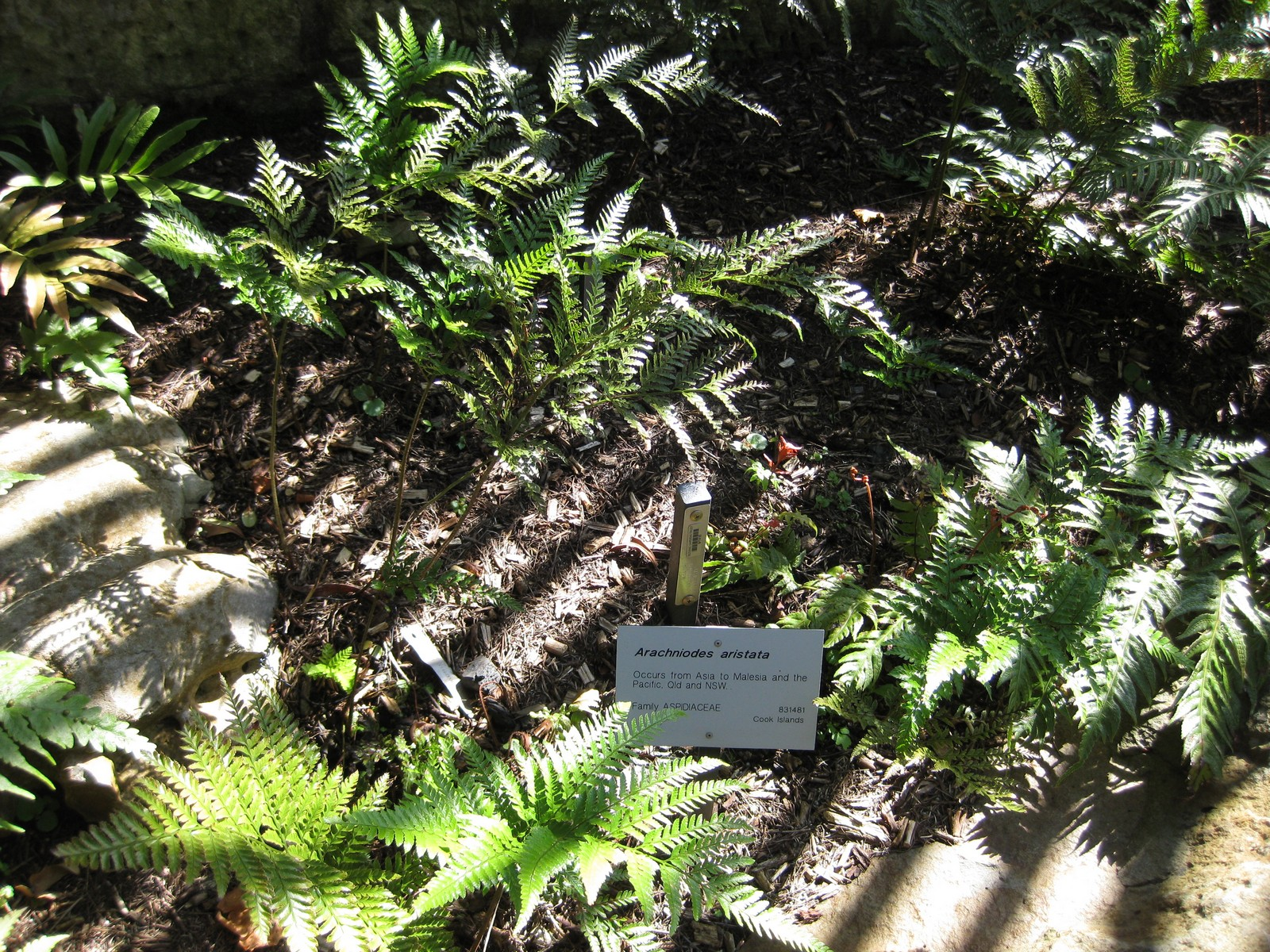
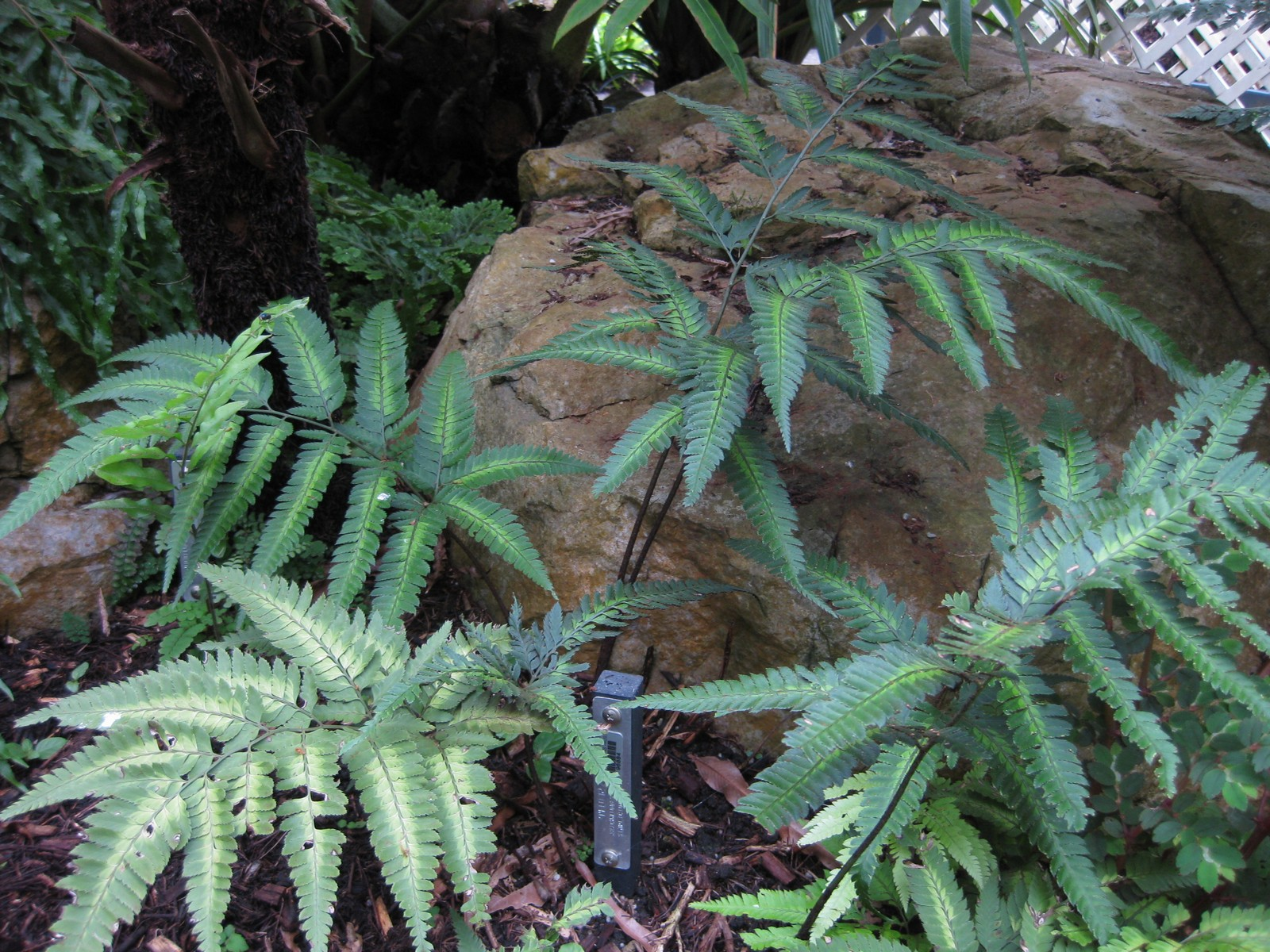
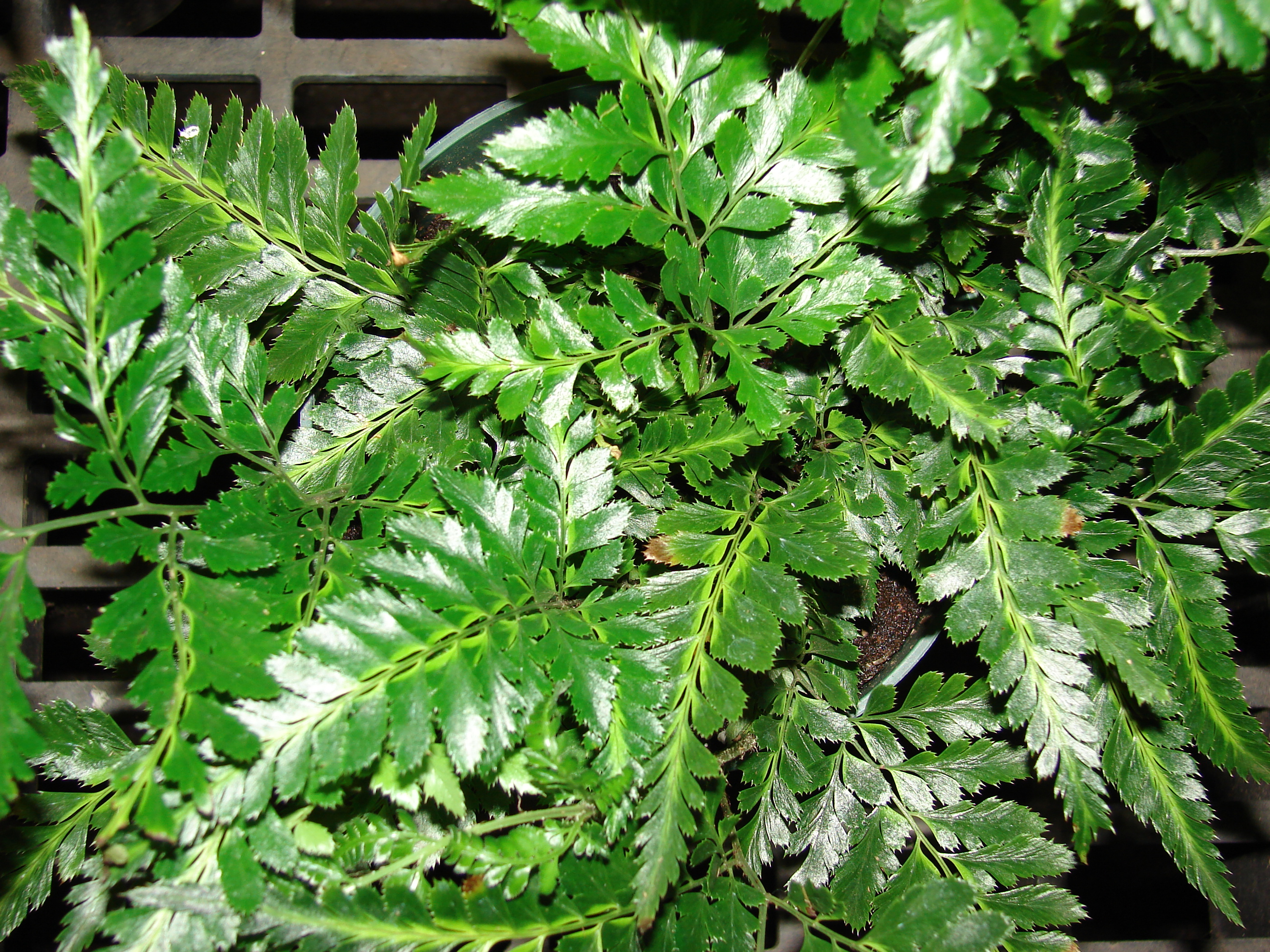